# Комишне (Сафакулевський округ)
Коми́шне (рос. Камышное) — село у складі Сафакулевського округу Курганської області, Росія.
Населення — 668 осіб (2010, 776 у 2002).
Національний склад станом на 2002 рік:
- росіяни — 55 %
- башкири — 33 %